# Ameixoeira
Ameixoeira ist eine portugiesische Gemeinde (Freguesia) im 3. Bairro der Hauptstadt Lissabon. In der 1,52 km² großen Gemeinde wohnen 11.651 Einwohner (Stand 30. Juni 2011).
Die Gemeinde besitzt eine eigene Metrostation mit gleichem Namen. Unter den hier befindlichen Einrichtungen sind die Musikakademie Academia de Música de Santa Cecília und eine Führungsschule (Instituto Superior de Gestão). Die Freguesia ist in mehrere Zonen unterteilt, nämlich in Quinta da Torrinha, Desvío, den historischen Stadtkern, Galinheiras, Alto do chapeleiro, Quinta das lavadeiras, Quinta das Mouriscas, Santa Clara und die neuen Zonen Alta de Lisboa und Quinta do Grafanil.